# Friedrich Christian Theodor von Preen

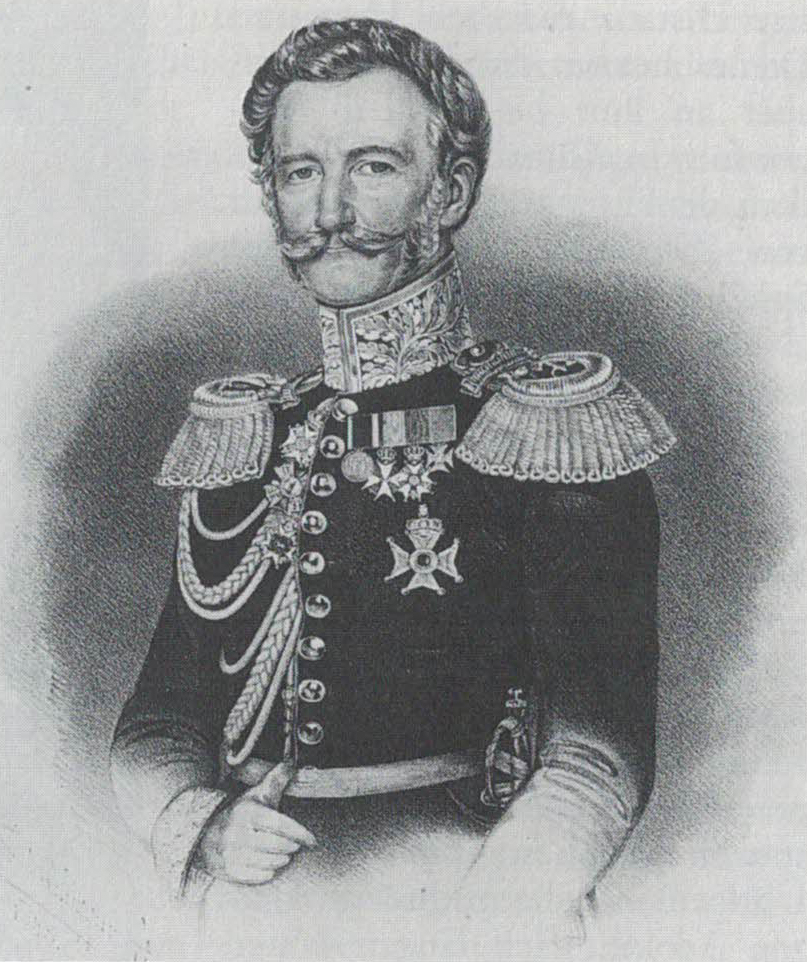
Generalleutnant Friedrich Freiherr von Preen (1787–1856)

Friedrich Christian Theodor Freiherr von Preen (* 22. Mai 1787 in Arolsen; † 19. März 1856 in Wiesbaden) war ein herzoglich nassauischer Kammerherr, Flügeladjutant und Generalleutnant.

## Familie
Friedrich Christian Theodor von Preen entstammte der Linie Bandelstorf-Dummerstorf des alten mecklenburgischen Adelsgeschlechts von Preen. Sein Vater (1755–1841) war der fürstlich waldeckischer Geheimer Rat und Regierungspräsident sowie Erbherr auf Dummerstorf unweit Ribnitz Rudolf von Preen. Seine Mutter war Luise von Tomstorff-Rothspalt (1765–1806), die zuletzt in Arolsen lebte. Preen hatte mehrere Geschwister, der Bruder Georg von Preen (1789–1863) war auch Gutsherr in Dummerstorf.
1819 vermählte sich Friedrich Christian Theodor von Preen mit Freiin Auguste Alexandrine Karoline Philippine von Dungern (1801–1868). Aus der Ehe gingen sechs Töchter hervor:
- Luise (1820–1864), Stiftsdame zu Kloster Dobbertin, Hofdame (b. d. Fürsten Wied)
- Therese Adolfine Luise Caroline (1822–1913), 1842 vermählt mit Heinrich von Wintzingerode (1806–1864), herzoglich nassauischer Kammerherr und Landespräsident zu Wiesbaden
- Ida Luise Auguste Henriette Charlotte Karoline (1824–1907), Stiftsdame zu Kloster Ribnitz
- Emilie Auguste Wilhelmine Emma Luise (Emmy) (1827–1906), 1853 vermählt mit Freiherr Wilhelm Adolf von Nauendorf (1819–1880), Erbherr auf Nauendorf, herzoglich nassauischer Flügeladjutant und Major
- Bertha (1829–1923), Hofdame und Oberhofmeisterin der Herzogin von Nassau
- Maria Isabelle Wilhelmine Georgine Luise Elise (1843–1922), 1861 vermählt mit Freiherr Adolf Karl Friedrich Konstantin Philipp von Ritter zu Grünstein (1830–1895), bayerischer Kämmerer.

## Leben
Zunächst stand Preen bei der napoleonisch-holländischen Infanterie, kämpfte im Rang eines Leutnants mit dem 3. holländischen Infanterieregiment 1809 in Spanien. Am 17. März desselben Jahres wechselte er zum ebenfalls in Spanien eingesetzten 2. nassauischen Infanterieregiment im Range eines Oberleutnants der Herzoglich Nassauischen Armee, nachdem er kurze Zeit zuvor als Volontair im Stab des nassauischen Generals Konrad von Schäffer (1770–1836) gedient hatte. Am 17. September 1810 erfolgte die Beförderung zum Hauptmann. Im Januar 1813 erhielt Preen für seinen Einsatz in Talavera von Napoleon eigenhändig den Ritter-Orden der Ehrenlegion und er wurde am 1. Juli 1813 zum Chef des Generalstabs ernannt. Am 25. Oktober 1813 avancierte er zum Major. Ende 1813 überbrachte Preen den Befehl Herzog Augusts zum Wechsel auf die Seite der Koalition. Erneut unter General von Schaeffer führte er die Truppen nach Nassau.
1814 leitete Preen im Herzogtum Nassau die Aufstellung einer Landwehr und diente als Flügeladjutant. Der nassauischen Präsident des Kriegskollegiums und Generalkommandant der Truppen August von Kruse bestellte ihn zum britischen Kontingent, wo er als Kommandant des 3. Landwehr-Bataillons im 1. Nassauischen Infanterieregiment an den Befreiungskriegen teilnahm und in der Schlacht von Waterloo verwundet wurde. Für seinen dortigen Einsatz erhielt er im September 1815 in Paris durch den Kronprinzen Wilhelm der Niederlande einen Ehrensäbel und in der Heimat die nassauische Waterloo-Medaille.
Am 1. März 1817 wurde Preen zum Oberstleutnant befördert und als solcher ab 1819 in Breda einer der drei Bataillonskommandeure des, der Königlich Niederländischen Armee in Zeit zwischen 1814 und 1820 überlassenen Infanterieregiments, bis er am 17. Mai 1820 im Rang eines Oberst an die Spitze des 1. nassauischen Infanterieregiments in den Garnisonen Weilburg und Diez aufrückte. Zu diesem Zeitpunkt war er bereits Träger des kaiserlich russischen St. Annen Ordens 2. Klasse. Im Jahr 1837 folgte Preen als Generalkommandant der Truppen auf Kruse. Ende Juli 1840 erfolgte die Ernennung zum Generalmajor, am 28. März 1843 die Berufung in das Amt des Generaladjutant des Herzogs Adolph. In dieser Funktion begleitete Preen diesen zu dessen Vermählung mit der Großfürstin Elisabeth nach Sankt Petersburg, die am 31. Januar 1844 stattfand. Aus diesem Anlass erhielt er einen Ehrendegen.
Die durch die Revolution von 1848 verursachten Veränderungen im Herzogtum Nassau fanden bei Preen wenig Anklang. So auch, dass unbotmäßige Soldaten durch Herzog Adolph keine Bestrafung erfuhren. Er bat mehrfach um seinen Abschied vom aktiven Dienst, der ihm am 19. August 1848 gewährt wurde. Er schied im Rang eines Generalleutnants aus dem Dienst aus.
Preen wurde 1854 von Herzog Adolph in den neu gebildeten Staatsrat berufen.
Preen war Erbherr auf Dummerstorf bei Ribnitz sowie Mitglied des Vereins für Nassauische Alterthumskunde und Geschichtsforschung.